# Dolicholaimus lichenii
Dolicholaimus lichenii is een rondwormensoort uit de familie van de Ironidae. De wetenschappelijke naam van de soort is voor het eerst geldig gepubliceerd in 2002 door Nasira & Turpeenniemi.